# Anna Michalska (socjolog)
Anna Elżbieta Michalska – polska socjolożka, profesor nadzwyczajny.

## Życiorys
Pracowała na Uniwersytecie im. Adama Mickiewicza oraz w Wyższej Szkole Nauk Humanistycznych i Dziennikarstwa w Poznaniu. Bezpośrednio przed przejściem na emeryturę była kierownikiem Zakładu Badań Problemów Społecznych i Pracy Socjalnej oraz kierownikiem studiów praca socjalna w Instytucie Socjologii UAM, a także kierownikiem Podyplomowego Studium Organizacji Pomocy Społecznej i Pracy Socjalnej, wiceprezesem Polskiego Stowarzyszenia Szkół Pracy Socjalnej, członkiem zarządu Europejskiego Stowarzyszenia Szkół Pracy Socjalnej. Pełniła też funkcję redaktora naczelnego czasopisma Roczniki Socjologii Rodziny. 
W przeszłości była dziekanem Wydziału Nauk Społecznych UAM oraz rektorem Wyższej Szkoły Nauk Humanistycznych i Dziennikarstwa w Poznaniu. 

## Dorobek naukowy
Na jej dorobek naukowy składa się ponad 130 prac (przede wszystkim są to artykuły naukowe) z zakresu: socjologii rodziny, socjologii małżeństwa, gerontologii, socjologii problemów społecznych, jak również teoretycznych aspektów pracy socjalnej.